# ラクス・クライン
- 機動戦士ガンダムSEED DESTINY > 機動戦士ガンダムSEED DESTINYの登場人物 > ラクス・クライン

ラクス・クライン (Lacus Clyne) は、テレビアニメ『機動戦士ガンダムSEED』、『機動戦士ガンダムSEED DESTINY』『機動戦士ガンダムSEED FREEDOM』に登場する架空の人物で、ヒロイン。

## キャラクター概要
プラント最高評議会議長シーゲル・クラインを父親に持ち、可憐さと奥ゆかしさと知性を兼ね備え、美しい声を持つ歌姫としてプラント国民の間では絶大な人気を博している。その社会的影響力もあり、ユニウスセブン追悼慰霊団の代表を務めるなど、公的行事にもたびたび参加していた。
許嫁の関係だったアスラン・ザラからプレゼントされたハロを破談後も大切にしており、最初にもらったピンク色のハロ（愛称・ピンクちゃん）は特に気に入っている。
見た目に反して強い意志と行動力があり、グループの中心にいる場面が多く、彼女の思想がキラやアスランなどに大きな影響を与えた。演説や艦隊の指揮、クライン派関連の勢力を統率し新たなMSの開発を指揮するなど、多才ぶりを発揮する。また生真面目なだけではなく、あえてふざけることで他人の緊張をほぐす朗らかさも持ち合わせている。
ギルバート・デュランダルに「白のクイーンは強敵だ」といわしめ、キラ・ヤマトと同格の存在として警戒されていた。
平和を望み、訴える歌姫としての顔を持つ一方、監督である福田己津央はラクスに対し、「平和への道である交渉のテーブルに就かせるためには戦いを辞さない覚悟を持ち、それは自らが両軍を凌駕する力を持つ事を意味すると自覚しつつも、無制限に戦いの被害が発生することには否定的」であるキャラクターとの見解を示している。
名前の由来はlacus（ラテン語で湖、英語ではlake）から。
衣装
艦船に搭乗する際に軍服は着用せず、髪を上げて丈の短い和風の衣装の上に陣羽織のようなものを羽織っている。また、インフィニットジャスティスで地球へ降下した際には、専用と思しきピンク色のパイロットスーツを着用していた。また、後述の『SEED FREEDOM』ではコンパス専用のパイロットスーツを着用しており、こちらは淫紋らしき物も描かれるなどかなり際どいデザインとなっている。
SEED
深刻な戦闘の最中、エターナルのブリッジにて発現状態になるシーンがあった。

## 経歴

### 機動戦士ガンダムSEED
ユニウスセブン追悼式典の準備のため民間船に乗って視察に赴いていたが、地球連合軍に遭遇し諍いが起き、逃れるために緊急避難ポッドで脱出させられ漂流していたところ、物資補給のため偶然、ユニウスセブンに寄っていたアークエンジェルに救助され、キラ・ヤマトと出会う。
直後に遭遇したザフト軍との戦闘でアークエンジェルは撃沈寸前の危機に陥るが、ナタル・バジルールは彼女を人質として利用し、ザフト軍の攻撃を中止させその危機を脱する。キラは彼女を連れアークエンジェルを脱し、ザフト軍のアスラン・ザラに彼女を引き渡し、アークエンジェルへと帰還する。
ラクス返還直後に、ラウ・ル・クルーゼが満を持してアークエンジェルに攻撃を仕掛けるが、ラクスはイージスのコックピットから無線でクルーゼに停戦命令を出し、クルーゼは困ったお嬢様だと渋々聞き入れて停戦する。
キラはこの件（捕虜解放）で艦内における軍事法廷に処されるが、当時は軍法上の軍人ではないとの理由で不問に付されている。アークエンジェルの士官達も軍法上の訴追及び緊急避難的措置は法的に正しかったとしながらも、その負い目から処罰は全く考えていなかったようであり、軍法会議は形だけのものに過ぎなかった。
地球へ降下したキラがアラスカ基地への道中でアスランとの死闘の末に重傷を負った際には、プラントを訪れたオーブのマルキオ導師から託され、彼を自邸に匿い、看護しながら彼と言葉を交わし、さらに相互理解を深めてゆく。
キラの傷が癒えた頃、ザフト軍がオペレーション・スピットブレイクを始動。キラは地球に戻る決意をする。僕たちは何と戦わなきゃならないのか、少し分かった気がするからと語った彼にクライン派のルートを使って新兵器フリーダムを授ける。しかしその引き渡す様子を政府に知られ、プラント最高評議会議長（パトリック・ザラ）により国家反逆罪で指名手配犯にされる。追われる身となって地下に潜り、クライン派の協力によって国民に反戦メッセージを送りつつ逃亡生活を続けるが、その最中に父が謀殺されたことを知る。
アスランに発見され再会した折には、その真意を問い質してくる彼に対して逆に「アスランが信じて戦うものは何ですか？」「敵だというのなら私を撃ちますか？ ザフトのアスラン・ザラ」と反問し、彼を尾行していた司法局からの追っ手を撃退したこともあり、アスランのザフトからの離反の契機を成した。
その後アンドリュー・バルトフェルド、マーチン・ダコスタらクライン派と共に高速戦艦エターナルをザフト軍から奪い、父と訣別したアスランをパトリックから救い出しプラントを脱出。要塞ヤキン・ドゥーエ防衛軍に追撃され窮地に陥ったところを宇宙に上がりフリーダムを駆るキラに救われ、そのままアークエンジェル、クサナギと合流、プラントでも連合でもない第三勢力としてキラやアスランたちと共に戦争終結のため尽力する。
この時に結成された部隊に正式名称は存在しないが、俗称として三隻同盟という名称がある。

### 機動戦士ガンダムSEED DESTINY
停戦後はオーブの島にてキラや前大戦時の仲間、マルキオ導師、孤児らと共に隠棲していた。家事や子どもたちの相手などをしている描写がある。
平和な暮らしを送っていたが、ある夜にコーディネイターで構成された暗殺部隊に襲撃される。ハロが異変を感知し、キラとバルトフェルド、マリュー・ラミアス、ハロのおかげで事なきを得た。
コーディネイターの暗殺部隊、偽者（ミーア・キャンベル）の存在により、現プラント最高評議会議長・ギルバート・デュランダルに疑念を抱いてゆく。
オーブ脱出後はキラやバルトフェルド、マリューらとともにアークエンジェルを拠点とし、スカンジナビア王国の保護を受けながら潜伏活動を再開し、カガリを彼女の結婚式から連れ去った後説得して協力をとりつけ、ザフトと連合軍の戦闘から起きる戦禍から人々を守るために戦闘に介入、プロパガンダ放送など行い、プラントにも連合にも与しない形での和平実現を目指した。
プラントの情勢やデュランダルの真意を知るため宇宙へ上がった後は、前戦争時にザフト軍から奪取し、戦後は小惑星に偽装して秘匿していた高速戦艦エターナルを拠点として活動、「ファクトリー」「ターミナル」といったクライン派関連組織の協力の元にMSストライクフリーダムなど、オペレーション・フューリーからメサイア攻防戦に至るまで、クライン派の戦力の中核をなすMSの開発を指揮。その中で見聞きする出来事から、デュランダルが新しい世界秩序を構築しようとしているのではないかと考えるに至る。
後にザフト軍のオペレーション・フューリーによって戦場となったオーブにインフィニットジャスティスに搭乗して降下し、オーブを支援。表舞台に戻ることを決め、ザフト軍の撤退後、全世界に向けた放送において、自分はラクス・クラインだと告げた。そして自分と同じ姿と声をしてる人物がデュランダルを支持しているが、自分はデュランダルの考えにも軍産複合体の盟主ジブリールの考えにも賛同出来ないことを表明した後、デュランダルの思惑を阻止することを目指し再び宇宙に上がる。
ジブリールによるレクイエム発射によってプラントが被害を受けた時、デュランダルを止める決意を新たにする。その後補給のために月へ寄港し、罠だと分かっていたが助けを求めるミーアと会うために指定された場所にキラ、アスラン、メイリンと向かう。そこでミーアが自身を庇って亡くなり、後に彼女のカバンの中から日記を発見、そこに記されていた心情に涙した。
ついにデュランダルはアルザッヘル基地に向けて大量破壊兵器レクイエムを使う。ラクスはデュランダルと戦うことを決意し、エターナルに乗りオーブ、ザフト軍及びクライン派による連合艦隊と共闘、終戦までその指揮を執り仲間たちと戦い抜き生存した。
戦後、オーブの慰霊碑前でキラとシン・アスカの会話を横で見守る。プラントとオーブは停戦して終戦の為の協議に入った。両国の関係を仲介したラクスはプラント評議会の要請を受けてプラント本国に戻り、イザーク・ジュールらと共にプラント最高評議会に臨む（作中でラクスがどのような地位あったのかは明示されていない。50話に議長という字幕が存在するため、一部で最高評議会議長に就任したのではないかという解釈がある。一方、監督である福田はラクスが議長になったという解釈をTwitter上で否定している）。

### 機動戦士ガンダムSEED FREEDOM
プラント、オーブ、大西洋連邦が共同で設立した世界平和監視機構「コンパス」の初代総裁となっており、アプリリウス市内に邸宅を持ち、キラと二人で暮らしている。
ある日、ザフトの支援によって地球連合加盟国のひとつであるユーラシア連邦から独立した新興王政国家ファウンデーション王国の女王アウラ・マハ・ハイバルから、ブルーコスモスを率いているミケール捕縛に協力したいとの要請を受ける。半年前のフリーダム強奪事件における介入タイミング(それとモビルスーツの性能の高さ)といい「タイミングが良すぎる気がする」と躊躇うが応じることを決めて「コンパス」母艦ミレニアムに乗艦しファウンデーション王国へと向かう。そこで、宰相のオルフェ・ラム・タオに出迎えられる。
翌日、共同作戦の最中にブラックナイツの策略で洗脳され暴走し、軍事境界線を超えてしまったキラを止めるため、オルフェからの攻撃許可の打診をやむなく了承してしまう。その後、ブラックナイツの裏工作によってユーラシア連邦から戦術核ミサイルが撃ち込まれ、自身はミサイル着弾前にアウラ、オルフェ、イングリット・トラドールと共に脱出する形でファウンデーション王国陣営に事実上誘拐された。
地球脱出後はファウンデーション軍に強奪・占拠された宇宙要塞アルテミスに軟禁され、そこで自身がデスティニープラン施行後の世界をオルフェと統治するために作られ生誕したアコードである真実を知る。再びオルフェに精神感応されたことで流されかけるが、意識を取り戻してオルフェを拒絶した。
しばらくして自身の奪還のためにアルテミスに侵入したキラと再会するが、イングリッドに人質にされる。しかしキラの覚悟を持った告白にイングリットが怯んだ隙をつき、拘束を振り払いキラの胸へと飛び込み「愛しています。私も」と、今まで言えなかった心からの愛を打ち明けた。
ミレニアムに帰還後、艦内から自身の声明を世界に向けて放送。その後にプラウドディフェンダーを駆りキラの元へ。ストライクフリーダム弐式の換装を行ったマイティーストライクフリーダムのコックピットにてキラに決意と覚悟の表れを伝えた後、キラをサポート。オルフェに戦いの停止を求める。
戦闘終結後は、マイティストライクフリーダムに搭乗したままキラと自身のみで共にオーブへと降下し、互いにパイロットスーツを脱ぎ捨て、口付けを交わすのだった。

## 備考
- 声優を担当した田中は、ラクス役のオーディションはセリフではなく彼女の楽曲「静かな夜に」の歌唱で行われたことを、後年に明かしている[7]。また、『SEED FREEDOM』の公開当時のインタビューでは、2006年の制作発表からずっと信じて待っていたことや『SEED』当時はラクスをしがみつくように演じていたこと、そして『SEED FREEDOM』の収録には『SEED』『SEED DESTINY』のシリーズ構成を務めた両澤千晶（2016年死去）への思いを乗せて臨んだことなどを明かしている[8]。
- 監督の福田己津央はインタビューにおいて、ラクスのモデルは『ローマの休日』に出演していた当時のオードリー・ヘプバーンである旨を発言している[9]。
- 小説版『DESTINY』では、前作の活躍から「救国の歌姫」という英雄像が実際のラクス本人の姿から一人歩きしてしまい、それをラクスが認識していることも描かれた。実際に「ラクスのいうこと」という理由でプラントや地球の支持者は盲信しており、終盤でステーションワンの防衛艦隊旗艦の艦長はレクイエムの使用やデスティニープランの本質を考えずに「平和を推し進めるデュランダルを支持しないわけがない」というあまりに稚拙な理由で、アークエンジェルとエターナルをロゴスと断定した。同様にガルナハンでもデュランダルを支持するという理由でミーアを本物と断じ、ラクスの偶像崇拝とデュランダルへの盲信を象徴することになった。

## ゲームにおける描写
ゲーム作品に登場するラクス・クラインはその作品独自の設定付けが非常に多い。これは角川小説版や漫画『ジ・エッジ』、『コミックボンボン』版やファンディスクなどのメディアミックス作品でも見られる現象である。
第3次スーパーロボット大戦α
立場や行動は原作と同じだが、アニメの設定のみが用いられており、ジャンク屋・クライン派などとの協力関係といった部分はこのゲームでは省略されている。また、エターナル、フリーダムの強奪はバルトフェルド他ごくわずかの仲間と共に起こした行動とされている。
アニメでは存在しなかった、「SEED」能力の発動カットインシーンが見られる。
「歌の力で戦争を止める」という点で、『マクロス7』の熱気バサラ、ミレーヌ・ジーナスらに敬意を覚えており、バサラの影響で戦争を終わらせるために戦う事を決めたと語るシーンがある。また、『超時空要塞マクロス』のリン・ミンメイの姿を見て「自分の進む道を見つけた」とも発言するシーンがある。
スーパーロボット大戦J
天真爛漫な性格がより強調されており、味方と合流した際にはナデシコの名前を「可愛らしい」と評し、ミスマル・ユリカとも意気投合している。
スーパーロボット大戦W
今回は火星の後継者に付け狙われており、第二部後半で、フレイ・アルスターを守るために、ラウ・ル・クルーゼの攻撃からエターナルで庇い、その際の混乱で火星の後継者に誘拐されてしまう。演算ユニットに接続されたミスマル・ユリカを安定させるためにその歌を利用されそうになり、当初は拒否していたもののテレサ・テスタロッサ（以下テッサ）の勧めで最終的には歌う事になる。テッサの狙いはラクスの歌で火星の後継者達の戦意を揺さぶり、彼らの部隊の一部を投降させる事であり、それに成功する。その後、ノイ・ヴェルターに合流してエターナルで戦う。
スーパーロボット大戦Z
ブレイク・ザ・ワールド後から登場。デュランダルに暗殺されかけたことでアークエンジェルのクルーとして多元世界を巡っている。その道中で『∀ガンダム』のキエル・ハイムに扮したディアナ・ソレルと出会っている。その後は原作通りに宇宙に上がり、エターナルの艦長となり連邦に引き渡されそうなディアナを救出しようとした。物語中盤まではアニメと相違ないが、中盤以降は他者との交流を通じることで、武力介入による自身の行動を反省し、新たな道を模索するというアニメと大幅に異なる展開となっている。
また、デスティニー・プランに対してはアニメと異なり、遺伝子で全てが決まれば人が夢や希望が持てなくなる世界になると明確に言葉に表し否定した。
スーパーロボット大戦K、スーパーロボット大戦L
前者はシナリオ中盤以降より、後者はシナリオ後半以降よりエターナルで参戦。後者では、エンジェルダウン作戦時にアークエンジェルにいたため、ミネルバ隊に自らの存在を明示し、プラントにいるラクスがデュランダルが仕立て上げた影武者である事、オーブでザフトらしき部隊に暗殺されかかった事を伝えた。
機動戦士ガンダムSEED DESTINY 連合vs.Z.A.F.T.II
インフィニットジャスティスでの降下時に着ていたスーツでMSパイロットとして登場する。覚醒時にはキラ、アスラン、カガリ、シン同様「SEED」発動のカットインシーンが存在する。
ガンダム無双2
エターナル搭乗時の陣羽織姿のまま、MSパイロットとして参戦。ハイパーSP攻撃発動時のカットインは、キラ、アスラン、シンと同じく「SEED」発動状態のものとなっている。ゲーム自体がパロディ作品であるため、このゲームにおけるラクスは、「他者に言葉で平和を説きつつ同時に、従わない者は問答無用で武力制圧する」「プレイヤーへのご褒美と称し、敵味方問わず攻撃を加える」「自分に疑いを持ったキラを粛清する」「無断出撃をランバ・ラルにおねだりする」「プレイヤーへの作戦参加要請に対する返答の選択肢がラクス様…である」など、ギャグキャラとなっている。
機動戦士ガンダムSEED DESTINY GENERATION of C.E.
C.E.73-Extraステージからエターナルに乗艦し戦闘に参加する。その結末は物語の進行によって大きく変化する。ただ、ラクス視点から見るとシナリオのほとんどがバッドエンドというシビアなものとなっている。
Extra3c「歌姫達の声」
自分が本物と名乗るが叶わず。ミーアの護衛任務中のミネルバ隊の艦長タリア・グラディスの判断ではなくFAITHシン・アスカの判断により戦闘を仕掛けられ乗艦を撃破され死亡した。シン・アスカとの戦闘ではキラ・ヤマトの仇を討とうとする。
Extra4a「蘇える光」
最終局面において、ジブリール亡き後のロゴス残党と、月面プトレマイオス基地に向けてネオジェネシスを撃とうとするデュランダル率いるザフトの争いを止めるために、オーブ軍と連合し、戦場に乱入する。しかし、乗艦を撃破されてしまい死亡した。
Extra4b「重なる明日」
ほぼアニメのストーリー通りに行動し、ミネルバと何度も交戦する。最終的に連合・ザフト両軍を止めるためオーブ軍と連合し、戦場に乱入する。このシナリオでは乗艦を撃破されても死亡せず、撤退する。ジブリール艦を撃沈した場合のみ、オーブと共に両軍を調停する。

## 搭乗機
- ZGMF-X19A インフィニットジャスティスガンダム
- ZGMF/A-262PD-P マイティーストライクフリーダムガンダム
  - MDE262S プラウドディフェンダー

## 評価
アニメ雑誌の人気投票ではヒロインとしてかなりの人気を保ち、カップル（キラ＆ラクス）としての人気も根強い一方で悪役としてキラと共に上位にランクインしたこともある。
『愛と戦いのロボット 完全保存版』で発表されたアンケート「みんなで選ぶロボットアニメーションベスト100」では、「一番お気に入りのヒロインは？」で第12位、「一番極悪な悪役・敵役は？」で第17位、「一番美しい悪役・敵役は？」で第46位にランクインした。
2018年1月20日にgooが発表した「ガンダム史上最も『顔が可愛い』ヒロインランキング」では、第1位を獲得し、2020年10月には同「ガンダム史上最も『怖い女』ランキング」でも第1位を獲得している。また2019年6月の同「ガンダム史上最も『性格がいい』ヒロインランキング」で第1位を獲得。
NHKガンダム大投票においては総合ランキング20位を獲得している。